# Szőlőfélék

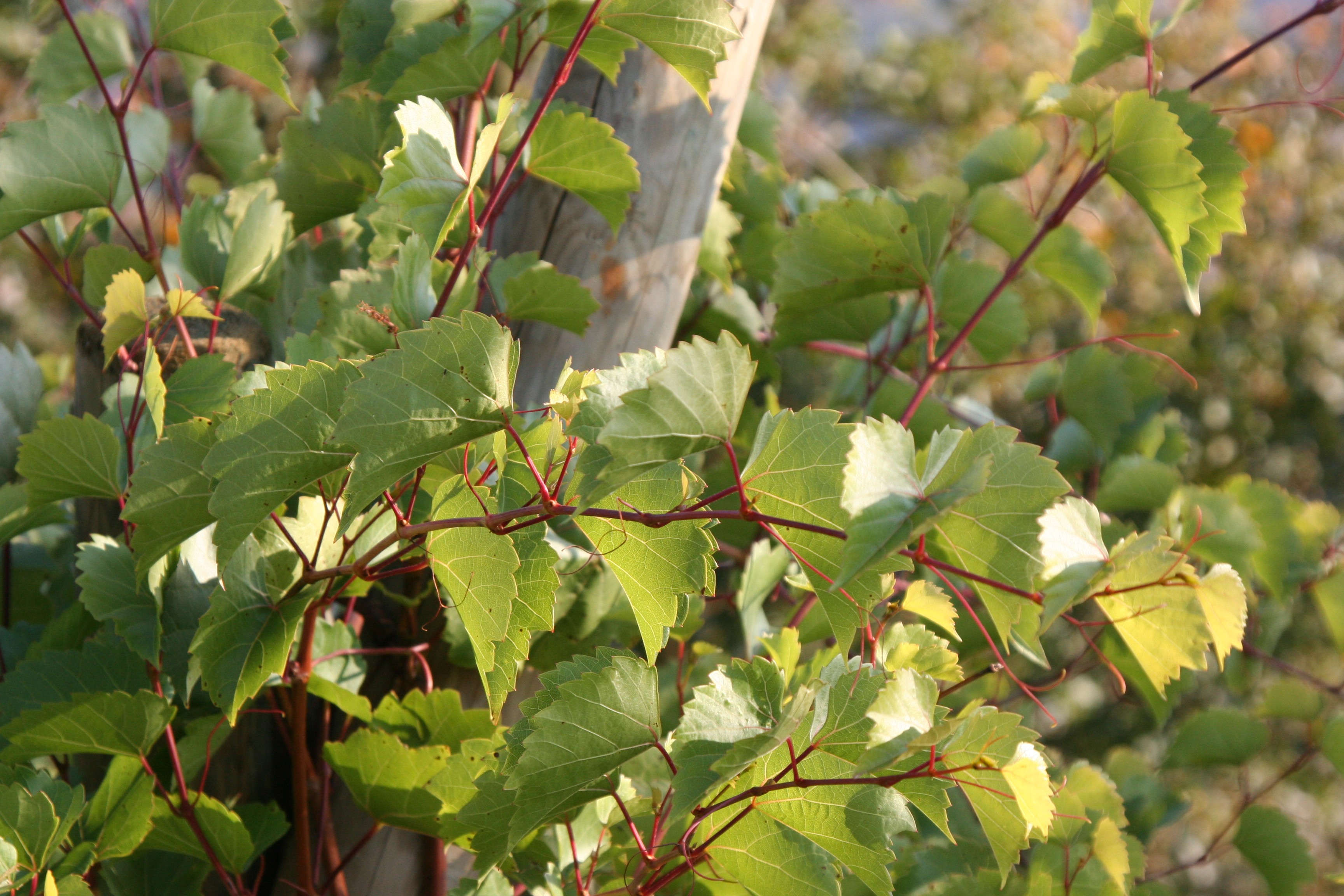
Sziklai szőlő (homoki szőlő, bokros szőlő, Vitis rupestris)

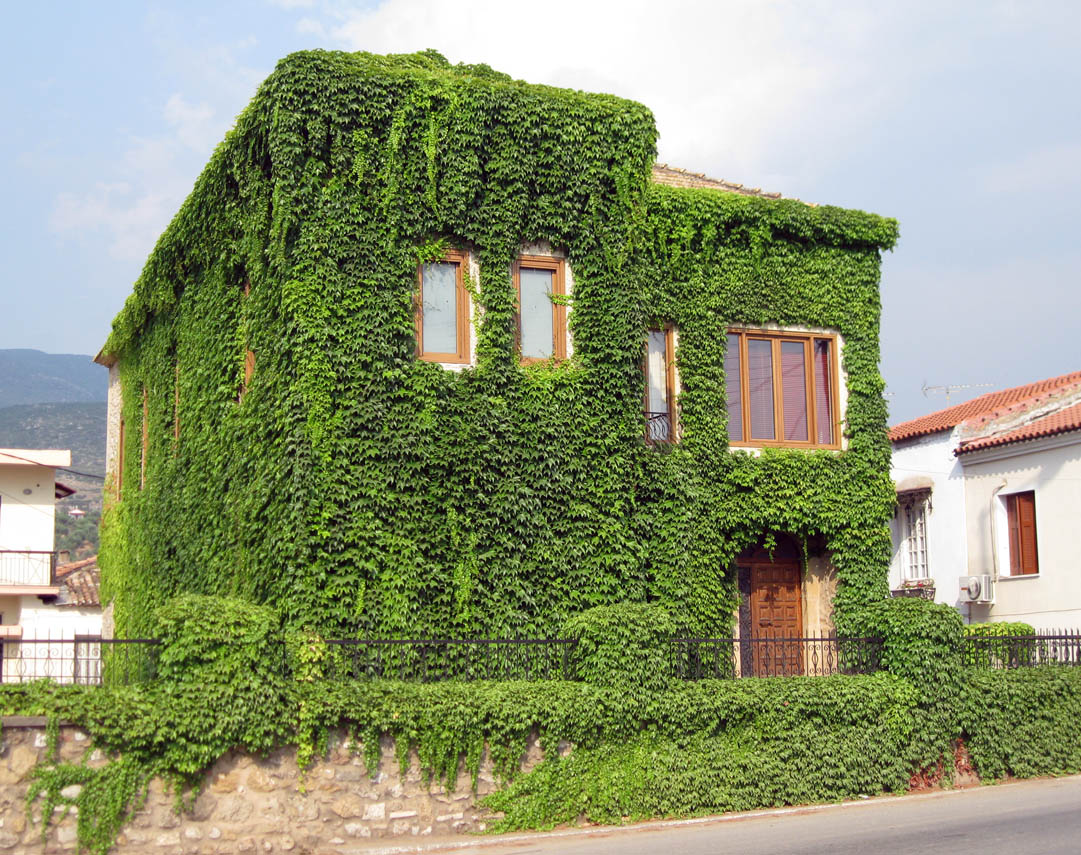
Háromkaréjú vadszőlő (Parthenocissus tricuspidata)

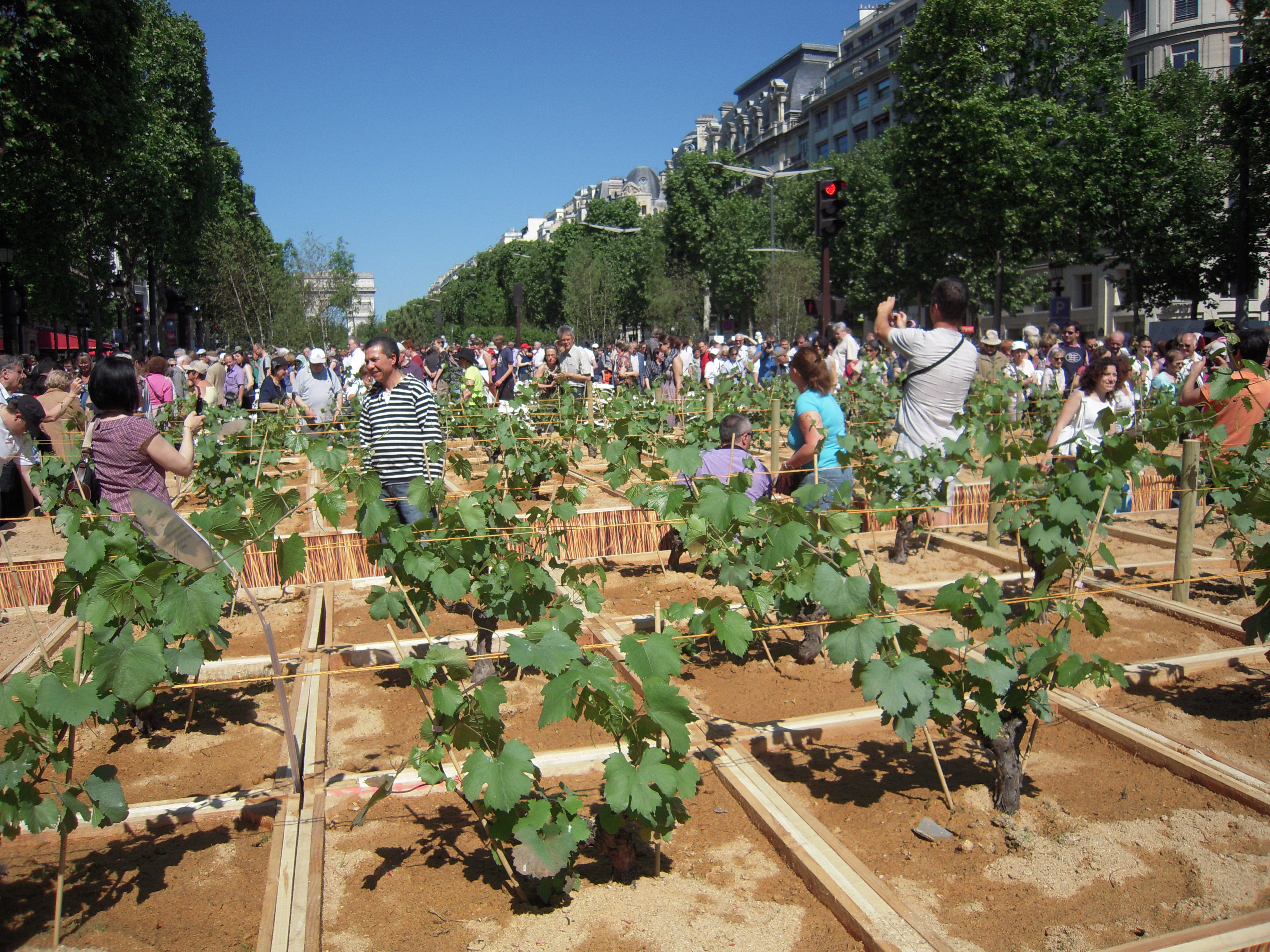
Szőlőültetvény egy gigantikus növénykiállításon, Champs-Élysées, Párizs (2010)

A szőlőfélék (Vitaceae) családja a szőlővirágúak (Vitales) rendjébe tartozó egyetlen növénycsalád. A családba tartozó nemzetségek és fajok számáról az egyes szerzők véleménye megoszlik. Rokonsági viszonyai még nem tisztázottak, úgy tűnik, nincs egészen közeli rokona.
Gazdasági és kulturális szempontból a szőlő (Vitis) nemzetség a legjelentősebb, mely a legrégebben termesztett kultúrnövények egyike (már 6–7 ezer évvel ezelőtti ó-egyiptomi falfestmények is szőlőkultúráról tanúskodnak). Magyarországon a rómaiak kezdték termeszteni Kr. e. III. században. Termése csemegeként fogyasztható, sajtolt, kipréselt levéből pedig erjedéssel készül a legelterjedtebb szeszes ital, a bor.

## Elterjedésük, élőhelyük
Mintegy 14 nemzetségük és 850 fajuk főleg a szubtrópusi és trópusi területeken él.

## Jellemzésük
A szőlővirágúak karéjos levelű, kacsokkal kapaszkodó, bogyóterméssel rendelkező fásodó szárú cserjék ritkán szukkulens törzsű kis fák. Hajtásrendszerük elágazása szimpodiális, azaz áltengelyes: kacsban vagy fürtben végződik, a főtengely szerepét a levélhónaljakban lévő oldaltengely veszi át. A kúszó fajok kacsai kétfélék lehetnek:
- egyszerű, szálas, köröző mozgással keresi a támasztékot (nutáció), majd ha megtalálja spirálisan megcsavarodik, s elfásodik;
- a csúcsán tapadókorongot visel, mely az epidermiszsejtek burjánzásából jön létre, nutációt csak ritkán végez, de csúcsi epidermiszsejtek levegőn megszilárduló nyálkát választanak ki, így a növény sima felületeken is meg tud kapaszkodni.

Virágaik általában kétivarúak, fürtös fürtvirágzatba rendeződnek. Vannak köztük egyivarú virággal rendelkező egy- vagy kétlaki fajok is. Öttagú virágaikról nyíláskor lehullanak a felül összenőtt sziromlevelek, csak a csésze marad meg. Magvaik tojásdadok vagy körte alakúak.

## Rendszerezésük
Az Angiosperm Phylogeny Group (2009) a családot a Rosidae kládba helyezte, azon belül a saját rendjébe, a Vitales-be.
A Vitaceae családon belül három fő klád különült el. Az első nagy csoport tagjai: Ampelopsis, Rhoicissus, Cissus striata komplex (dél-amerikai fajok), Parthenocissus, Yua, Vitis, Ampelocissus és Pterisanthes. Ez a klád körülbelül 240 fajt foglal magába, főként az északi féltekéről. A második klád tagjai a
Cissus-ok, körülbelül 350 fajjal, a trópusokról (Ázsia, Afrika, Ausztrália, Csendes-óceáni térség). A harmadik kládhoz tartoznak a Cayratia, Tetrastigma, Cyphostemma, körülbelül 350 fajjal.
A családot a hagyományos morfologikus rendszerekben a Bengevirágúak (Rhamnales) egyik családjának tekintették. A rend Leeaceae (Leeafélék), a Vitaceae (Szőlőfélék) és a Rhamnaceae (Bengefélék) családot foglalta magába.

### Nemzetségek
- Acareosperma
- Ampelocissus
- Borostyánszőlő (Ampelopsis)[4]
- Cayratia
- Kúszóka (délszőlő) (Cissus)[4]
- Clematicissus
- Cyphostemma
- Víziszőlő (Leea)[4]
- Nothocissus
- Vadszőlő (díszszőlő) (Parthenocissus)[4]
- Pterisanthes
- Pterocissus
- Rhoicissus
- Gesztenyeszőlő (Tetrastigma)[4]
- Szőlő (Vitis)[4]
- Yua

## Fordítás
- Ez a szócikk részben vagy egészben a Vitaceae című angol Wikipédia-szócikk ezen változatának fordításán alapul.  Az eredeti cikk szerkesztőit annak laptörténete sorolja fel. Ez a jelzés csupán a megfogalmazás eredetét és a szerzői jogokat jelzi, nem szolgál a cikkben szereplő információk forrásmegjelöléseként.